# 12067 Jeter
12067 Jeter è un asteroide della fascia principale. Scoperto nel 1998, presenta un'orbita caratterizzata da un semiasse maggiore pari a 2,4598296 UA e da un'eccentricità di 0,1802498, inclinata di 9,03603° rispetto all'eclittica.